# Fed Cup 2015
Navigation
Édition précédente Édition suivante
La Fed Cup 2015 est la 53e édition du plus important tournoi de tennis opposant des équipes nationales féminines.

## Organisation
Organisation inchangée pour cette 53e édition de la Fed Cup avec les groupes mondiaux I et II et les play-offs I et II.
Le groupe mondial I compte huit équipes, les demi-finalistes 2014 et les vainqueurs des play-offs I 2014, qui s'affrontent par élimination directe dans un tableau à trois tours organisés successivement en février, avril et novembre. Les équipes vaincues au premier tour disputent les play-offs I 2015.
Le groupe mondial II compte également huit équipes, les vaincus des play-offs I 2014 et les vainqueurs des play-offs II 2014, qui s'affrontent en face à face en un seul tour organisé en février. Les vainqueurs participent aux play-offs I 2015 et les vaincus participent aux play-offs II 2015.
Les play-offs I sont organisés en avril et opposent les éliminés du premier tour du groupe mondial I et les vainqueurs du groupe mondial II. Les vainqueurs participent aux rencontres du groupe mondial I de l'édition 2016 et les vaincus aux rencontres du groupe mondial II de l'édition 2016.
Les play-offs II opposent quatre équipes issues des compétitions par zone géographiques aux quatre perdants des rencontres du groupe mondial II. Les vainqueurs participent au groupe mondial II de l'édition 2016 et les vaincus sont relégués dans les compétitions par zones géographiques.
Toutes les rencontres se déroulent au domicile de l'une ou l'autre des équipes qui, sur un week-end, se rencontrent en face à face au meilleur de cinq matchs (quatre simple et un double).

## Résultats

### Groupe mondial I

#### Tableau
|  | 1/4 de finale 07 - 08 février | 1/4 de finale 07 - 08 février |           |                    | 1/2 finale 18 - 19 avril | 1/2 finale 18 - 19 avril |                    |   | Finale 14 - 15 novembre | Finale 14 - 15 novembre |
|  |                               |                               |           |                    |                          |                          |                    |   |                         |                         |
|  | Canada                        | 0                             |           |                    |                          |                          |                    |   |                         |                         |
|  | République tchèque            | 4                             |           |                    |                          |                          |                    |   |                         |                         |
|  | République tchèque            | 4                             |           | République tchèque | 3                        |                          |                    |   |                         |                         |
|  |                               |                               |           | République tchèque | 3                        |                          |                    |   |                         |                         |
|  |                               |                               | France    | 1                  |                          |                          |                    |   |                         |                         |
|  | Italie                        | 2                             | France    | 1                  |                          |                          |                    |   |                         |                         |
|  | Italie                        | 2                             |           |                    |                          |                          |                    |   |                         |                         |
|  | France                        | 3                             |           |                    |                          |                          |                    |   |                         |                         |
|  | France                        | 3                             |           |                    |                          |                          | République tchèque | 3 |                         |                         |
|  |                               |                               |           |                    |                          |                          | République tchèque | 3 |                         |                         |
|  |                               | Russie                        | 2         |                    |                          |                          |                    |   |                         |                         |
|  | Pologne                       | Russie                        | 2         | 0                  |                          |                          |                    |   |                         |                         |
|  | Pologne                       |                               |           | 0                  |                          |                          |                    |   |                         |                         |
|  | Russie                        | 4                             |           |                    |                          |                          |                    |   |                         |                         |
|  | Russie                        | 4                             |           | Russie             | 3                        |                          |                    |   |                         |                         |
|  |                               |                               |           | Russie             | 3                        |                          |                    |   |                         |                         |
|  |                               |                               | Allemagne | 2                  |                          |                          |                    |   |                         |                         |
|  | Allemagne                     | 4                             | Allemagne | 2                  |                          |                          |                    |   |                         |                         |
|  | Allemagne                     | 4                             |           |                    |                          |                          |                    |   |                         |                         |
|  | Australie                     | 1                             |           |                    |                          |                          |                    |   |                         |                         |

#### Quarts de finale
| Canada - République tchèque - 0 : 4 PEPS, Québec, Canada 07 - 08 février, Dur (int.) |                                     |                                 |             |
| 1                                                                                    | Françoise Abanda                    | Karolína Plíšková               | 2-6, 4-6    |
| 1                                                                                    | Gabriela Dabrowski                  | Tereza Smitková                 | 1-6, 2-6    |
| 1                                                                                    | Gabriela Dabrowski                  | Karolína Plíšková               | 4-6, 2-6    |
| 1                                                                                    | Françoise Abanda                    | Tereza Smitková                 | Non disputé |
| 1                                                                                    | Françoise Abanda Gabriela Dabrowski | Denisa Allertová Lucie Hradecká | 1-6, 6-72   |

| Italie - France - 2 : 3 105 Stadium, Gênes, Italie 07 - 08 février, Terre (int.) |                           |                                     |               |
| 2                                                                                | Sara Errani               | Caroline Garcia                     | 7-62, 7-5     |
| 2                                                                                | Camila Giorgi             | Alizé Cornet                        | 6-4, 6-2      |
| 2                                                                                | Sara Errani               | Kristina Mladenovic                 | 4-6, 3-6      |
| 2                                                                                | Camila Giorgi             | Caroline Garcia                     | 6-4, 0-6, 2-6 |
| 2                                                                                | Sara Errani Roberta Vinci | Caroline Garcia Kristina Mladenovic | 1-6, 2-6      |

| Pologne - Russie - 0 : 4 Tauron Arena Kraków, Cracovie, Pologne 07 - 08 février, Dur (int.) |                                      |                                      |               |
| 3                                                                                           | Agnieszka Radwańska                  | Svetlana Kuznetsova                  | 4-6, 6-2, 2-6 |
| 3                                                                                           | Urszula Radwańska                    | Maria Sharapova                      | 0-6, 3-6      |
| 3                                                                                           | Agnieszka Radwańska                  | Maria Sharapova                      | 1-6, 5-7      |
| 3                                                                                           | Urszula Radwańska                    | Svetlana Kuznetsova                  | Non disputé   |
| 3                                                                                           | Klaudia Jans-Ignacik Alicja Rosolska | Vitalia Diatchenko A. Pavlyuchenkova | 4-6, 4-6      |

| Allemagne - Australie - 4 : 1 Porsche-Arena, Stuttgart, Allemagne 07 - 08 février, Dur (int.) |                             |                                 |                    |
| 4                                                                                             | Angelique Kerber            | Jarmila Gajdošová               | 6-4, 2-6, 4-6      |
| 4                                                                                             | Andrea Petkovic             | Samantha Stosur                 | 6-4, 3-6, 12-10    |
| 4                                                                                             | Angelique Kerber            | Samantha Stosur                 | 6-2, 6-4           |
| 4                                                                                             | Andrea Petkovic             | Jarmila Gajdošová               | 6-3, 3-6, 8-6      |
| 4                                                                                             | Julia Görges Sabine Lisicki | Casey Dellacqua Olivia Rogowska | 6-72, 7-67, [10-6] |

#### Demi-finales
| République tchèque - France - 3 : 1 ČEZ Aréna, Ostrava, République tchèque 18 - 19 avril, Dur (int.) |                                 |                                        |                  |
| 5 | Lucie Šafářová                  | Caroline Garcia                        | 4-6, 7-61, 6-1   |
| 5 | Petra Kvitová                   | Kristina Mladenovic                    | 6-3, 6-4         |
| 5 | Petra Kvitová                   | Caroline Garcia                        | 6-4, 6-4         |
| 5 | Lucie Šafářová                  | Kristina Mladenovic                    | Non disputé      |
| 5 | Lucie Šafářová Barbora Strýcová | Kristina Mladenovic Pauline Parmentier | 6-0, 3-6, [8-10] |

| Russie - Allemagne - 3 : 2 Adler Arena, Sotchi, Russie 18 - 19 avril, Terre (int.) |                                 |                                |                |
| 6                                                                                  | Svetlana Kuznetsova             | Julia Görges                   | 6-4, 6-4       |
| 6                                                                                  | A. Pavlyuchenkova               | Sabine Lisicki                 | 4-6, 7-64, 6-3 |
| 6                                                                                  | Svetlana Kuznetsova             | Andrea Petkovic                | 2-6, 1-6       |
| 6                                                                                  | A. Pavlyuchenkova               | Angelique Kerber               | 1-6, 0-6       |
| 6                                                                                  | A. Pavlyuchenkova Elena Vesnina | Sabine Lisicki Andrea Petkovic | 6-2, 6-3       |

#### Finale
La finale de la Fed Cup 2015 se joue à Prague et oppose la République tchèque à la Russie. L'équipe tchèque, emmenée notamment par Petra Kvitová, tente de conserver son trophée et atteint la finale pour la 4e fois en 5 ans (pour 3 titres). Pour la Russie, il s'agit d'une revanche de la dernière finale de 2011 perdue à domicile contre ces mêmes Tchèques ; son dernier succès dans la compétition remontant à 2008.
| République tchèque - Russie - 3 : 2 O2 Arena, Prague, République tchèque 14 - 15 novembre, Dur (int.) |                                    |                                 |               |
| 7 | Petra Kvitová                      | A. Pavlyuchenkova               | 2-6, 6-1, 6-1 |
| 7 | Karolína Plíšková                  | Maria Sharapova                 | 3-6, 4-6      |
| 7 | Petra Kvitová                      | Maria Sharapova                 | 6-3, 4-6, 2-6 |
| 7 | Karolína Plíšková                  | A. Pavlyuchenkova               | 6-3, 6-4      |
| 7 | Karolína Plíšková Barbora Strýcová | A. Pavlyuchenkova Elena Vesnina | 4-6, 6-3, 6-2 |

### Groupe mondial II
| Pays-Bas - Slovaquie - 4 : 1 Omnisport Apeldoorn, Apeldoorn, Pays-Bas 07 - 08 février, Terre (int.) |                                     |                                      |               |
| 1                                                                                                   | Kiki Bertens                        | Anna K. Schmiedlová                  | 2-6, 5-7      |
| 1                                                                                                   | Arantxa Rus                         | Magdaléna Rybáriková                 | 6-3, 6-4      |
| 1                                                                                                   | Kiki Bertens                        | Magdaléna Rybáriková                 | 6-1, 2-6, 6-1 |
| 1                                                                                                   | Arantxa Rus                         | Anna K. Schmiedlová                  | 6-3, 2-6, 6-4 |
| 1                                                                                                   | Richèl Hogenkamp Michaëlla Krajicek | Kristína Kučová Kristina Schmiedlová | 7-5, 6-1      |

| Roumanie - Espagne - 3 : 2 Danube Arena, Galați, Roumanie 07 - 08 février, Dur (int.) |                                     |                                |               |
| 2                                                                                     | Simona Halep                        | Sílvia Soler Espinosa          | 6-2, 6-1      |
| 2                                                                                     | Irina-Camelia Begu                  | Garbiñe Muguruza               | 3-6, 2-6      |
| 2                                                                                     | Simona Halep                        | Garbiñe Muguruza               | 4-6, 3-6      |
| 2                                                                                     | Irina-Camelia Begu                  | Sílvia Soler Espinosa          | 6-2, 6-4      |
| 2                                                                                     | Irina-Camelia Begu Monica Niculescu | Anabel Medina Garbiñe Muguruza | 5-7, 6-3, 6-2 |

| Suède - Suisse - 1 : 3 Helsingborg Arena, Helsingborg, Suède 07 - 08 février, Dur (int.) |                                  |                               |                  |
| 3                                                                                        | Rebecca Peterson                 | Timea Bacsinszky              | 6-74, 0-6        |
| 3                                                                                        | Johanna Larsson                  | Belinda Bencic                | 1-6, 2-6         |
| 3                                                                                        | Johanna Larsson                  | Timea Bacsinszky              | 3-6, 6-75        |
| 3                                                                                        | Rebecca Peterson                 | Belinda Bencic                | Non disputé      |
| 3                                                                                        | Johanna Larsson Rebecca Peterson | Viktorija Golubic Xenia Knoll | 5-7, 6-2, [10-5] |

| Argentine - États-Unis - 1 : 4 Pilara Tennis Club, Buenos Aires, Argentine 07 - 08 février, Terre (ext.) |                             |                                 |          |
| 4 | Paula Ormaechea             | Venus Williams                  | 3-6, 2-6 |
| 4 | María Irigoyen              | Serena Williams                 | 5-7, 0-6 |
| 4 | Paula Ormaechea             | Coco Vandeweghe                 | 6-4, 6-4 |
| 4 | María Irigoyen              | Venus Williams                  | 1-6, 4-6 |
| 4 | Tatiana Búa Nadia Podoroska | Taylor Townsend Coco Vandeweghe | 2-6, 3-6 |

### Play-offs I
| Italie - États-Unis - 3 : 2 Circolo Tennis Brindisi, Brindisi, Italie 18 - 19 avril, Terre (ext.) |                             |                              |                |
| 1                                                                                                 | Camila Giorgi               | Serena Williams              | 6-75, 2-6      |
| 1                                                                                                 | Sara Errani                 | Lauren Davis                 | 6-1, 6-2       |
| 1                                                                                                 | Sara Errani                 | Serena Williams              | 6-4, 6-73, 3-6 |
| 1                                                                                                 | Flavia Pennetta             | Christina McHale             | 6-1, 6-1       |
| 1                                                                                                 | Sara Errani Flavia Pennetta | Alison Riske Serena Williams | 6-0, 6-3       |

| Pays-Bas - Australie - 4 : 1 Maaspoort Sports & Events, Bois-le-Duc, Pays-Bas 18 - 19 avril, Terre (int.) |                                     |                                 |               |
| 2 | Kiki Bertens                        | Jarmila Gajdošová               | 6-1, 6-3      |
| 2 | Arantxa Rus                         | Casey Dellacqua                 | 5-7, 3-6      |
| 2 | Kiki Bertens                        | Casey Dellacqua                 | 6-2, 6-3      |
| 2 | Arantxa Rus                         | Jarmila Gajdošová               | 0-6, 7-5, 7-5 |
| 2 | Richèl Hogenkamp Michaëlla Krajicek | Casey Dellacqua Olivia Rogowska | 6-2, 7-63     |

| Pologne - Suisse - 2 : 3 Centrum Rekreacyjno Sportowe, Zielona Góra, Pologne 18 - 19 avril, Dur (int.) |                                     |                                    |               |
| 3 | Agnieszka Radwańska                 | Martina Hingis                     | 6-4, 6-0      |
| 3 | Urszula Radwańska                   | Timea Bacsinszky                   | 2-6, 1-6      |
| 3 | Agnieszka Radwańska                 | Timea Bacsinszky                   | 1-6, 1-6      |
| 3 | Urszula Radwańska                   | Martina Hingis                     | 4-6, 7-5, 6-1 |
| 3 | Agnieszka Radwańska Alicja Rosolska | Timea Bacsinszky Viktorija Golubic | 6-2, 4-6, 7-9 |

| Canada - Roumanie - 2 : 3 Aréna Maurice-Richard, Montréal, Canada 18 - 19 avril, Dur (int.) |                                   |                           |                  |
| 4                                                                                           | Françoise Abanda                  | Irina-Camelia Begu        | 4-6, 7-5, 6-4    |
| 4                                                                                           | Eugenie Bouchard                  | Alexandra Dulgheru        | 4-6, 4-6         |
| 4                                                                                           | Eugenie Bouchard                  | Andreea Mitu              | 6-4, 4-6, 1-6    |
| 4                                                                                           | Françoise Abanda                  | Alexandra Dulgheru        | 6-3, 5-7, 2-6    |
| 4                                                                                           | Gabriela Dabrowski Sharon Fichman | Andreea Mitu Raluca Olaru | 6-1, 4-6, [10-5] |

Ce tour de barrages pour le groupe mondial I est marqué par la relégation de 3 équipes en groupe mondial II pour l'édition 2016. 
Le Canada redescend après seulement une année au plus haut niveau, battue par une courageuse équipe roumaine pourtant privée de Simona Halep et qui fait son retour dans le groupe mondial I pour la première fois depuis 1992. 
C'est également le cas de la Pologne qui laisse sa place dans l'élite à la Suisse qui y retourne après 12 ans d'attente (dernière apparition en 2004). 
Mais la performance la plus remarquable est sûrement à mettre au crédit de l'équipe des Pays-Bas qui, sans aucune joueuse dans le top 75 au classement WTA, bat l'Australie et jouera dans le groupe I pour la première fois depuis l'édition 1998. À titre de comparaison, les États-Unis ont 10 joueuses dans le top 75 et sont dans le groupe mondial II. Les Pays-Bas sont d'ailleurs sur une série de 7 victoires consécutives en 2 ans.
Seule l'équipe d'Italie réussit à se maintenir dans le groupe I après son succès sur les États-Unis pourtant emmenés par Serena Williams qui a subi sa première défaite en Fed Cup en s'inclinant lors du double décisif.

### Play-offs II
| Serbie - Paraguay - 4 : 1 Centre sportif SPENS, Novi Sad, Serbie 18 - 19 avril, Dur (int.) |                                 |                                          |               |
| 1                                                                                          | Aleksandra Krunić               | Verónica Cepede Royg                     | 6-1, 6-3      |
| 1                                                                                          | Ana Ivanović                    | Montserrat González                      | 6-2, 6-0      |
| 1                                                                                          | Ivana Jorović                   | Verónica Cepede Royg                     | 6-3, 2-6, 1-6 |
| 1                                                                                          | Aleksandra Krunić               | Montserrat González                      | 6-0, 6-2      |
| 1                                                                                          | Aleksandra Krunić Ivana Jorović | Verónica Cepede Royg Montserrat González | 6-1, 6-4      |

| Slovaquie - Suède - 4 : 0 Aegon Arena, Bratislava, Slovaquie 18 - 19 avril, Terre (int.) |                                   |                                |                  |
| 2                                                                                        | Anna K. Schmiedlová               | Rebecca Peterson               | 6-3, 6-3         |
| 2                                                                                        | Daniela Hantuchová                | Susanne Celik                  | 6-2, 6-0         |
| 2                                                                                        | Anna K. Schmiedlová               | Ellen Allgurin                 | 6-1, 6-4         |
| 2                                                                                        | Daniela Hantuchová                | Rebecca Peterson               | Non disputé      |
| 2                                                                                        | Jana Čepelová Anna K. Schmiedlová | Susanne Celik Rebecca Peterson | 4-6, 6-3, [10-7] |

| Japon - Biélorussie - 2 : 3 Ariake Coliseum, Tokyo, Japon 18 - 19 avril, Dur (int.) |                           |                                   |                |
| 3                                                                                   | Misaki Doi                | Victoria Azarenka                 | 1-6, 2-6       |
| 3                                                                                   | Kurumi Nara               | Olga Govortsova                   | 6-4, 4-6, 6-2  |
| 3                                                                                   | Kurumi Nara               | Victoria Azarenka                 | 3-6, 3-6       |
| 3                                                                                   | Ayumi Morita              | Aliaksandra Sasnovich             | 7-65, 4-6, 6-4 |
| 3                                                                                   | Shuko Aoyama Ayumi Morita | Victoria Azarenka Olga Govortsova | 3-6, 4-6       |

| Argentine - Espagne - 0 : 4 Tecnopolis, Buenos Aires, Argentine 18 - 19 avril, Terre (ext.) |                             |                              |                  |
| 4                                                                                           | Paula Ormaechea             | Sara Sorribes Tormo          | 6-4, 6-72, 1-6   |
| 4                                                                                           | María Irigoyen              | Lara Arruabarrena            | 0-6, 1-6         |
| 4                                                                                           | Paula Ormaechea             | Lara Arruabarrena            | 1-6, 6-4, 7-9    |
| 4                                                                                           | María Irigoyen              | Sara Sorribes Tormo          | Non disputé      |
| 4                                                                                           | Tatiana Búa Nadia Podoroska | Aliona Bolsova Anabel Medina | 6-4, 1-6, [3-10] |

Dans ce tour de barrages pour le groupe mondial II en 2016, l'Espagne et la Slovaquie disposent assez facilement respectivement de l'Argentine et de la Suède pour se maintenir dans ce groupe II alors que leurs adversaires descendent en zones géographiques l'année prochaine.
Dans les deux rencontres entre nations issues des zones géographiques, la Serbie et la Biélorussie remportent leur duel respectivement contre le Paraguay et le Japon et accèdent donc au groupe mondial II l'année prochaine.